# 姚躍生
姚躍生（英語：Yiu Yeuk-sang，1985年—），大埔民主聯盟成員，前香港大埔區議會康樂園選區議員。
2019年11月24日，姚躍生首次參與區議會選舉，在康樂園選區以3,302票，擊敗得2,419票的鄧銘泰，成功當選。2021年以私人理由請辭區議員一職，目前定居英國曼徹斯特。

## 外部連結
- 姚躍生Manson（页面存档备份，存于）